# Vuilrak
Het Vuilrak is een voormalige rivier in de Noord-Hollandse stad Haarlem. Het stroomde net ten noorden van de Oudeweg en lag tussen de Waarder- en de Veerpolder in. Het riviertje verbond het Spaarne met de oostelijker gelegen Liede.
Het Vuilrak was van oorsprong een natuurlijke afwatering en is van oudsher gebruikt als vuilstort. In deze rivier werd dan ook het beer uit de beerputten, dat daar met boten naar toe werd gebracht, gestort. Hieraan ontleent de rivier het eerste gedeelte van haar naam. Het tweede gedeelte rak betekent een recht stuk water, al was had dit riviertje een kronkelig verloop.
In de Nieuwe Tijd was er langs het Vuilrak industrie en nijverheid gevestigd. Gedurende de Tweede Wereldoorlog is het Vuilrak verbreed en uitgediept.
Vanaf circa 1950 veranderde de situatie van het riviertje door de aanleg van de Industriehaven. Op kaartmatriaal valt te zien dat het gehele Vuilrak sindsdien verdwenen is. Enkel het eerste gedeelte van de Industriehaven tot aan de Figeebrug en de in 2001 gedempte zijtak op het GEB-terrein resteerden nog.